# Guillaume Bernays
Pour les articles homonymes, voir Bernays.
Guillaume Bernays, né à Coblence, en province de Rhénanie, le 13 février 1848 et mort, assassiné, à Bruxelles, le 7 janvier 1882 était un avocat anversois spécialisé dans le droit maritime. Il fut assassiné par Léon Peltzer, le 7 janvier 1882 sur ordre de son frère aîné, Armand Peltzer, dans le cadre d'une affaire criminelle belge qui connut un important retentissement dans la presse nationale et internationale sous le nom d'Affaire Peltzer,,.

## Éléments biographiques
Guillaume Bernays nait à Coblence, le 13 février 1848. Il fait des études de droit à l'Université libre de Bruxelles. À vingt ans, il est reçu docteur en droit. Il se spécialise ensuite en droit maritime et est installé à Anvers. Le 26 décembre 1872, renonçant à la religion juive, il se convertit au catholicisme, et épouse Julie Pecher qui lui donnera un fils en 1874, Edouard. Le couple périclite rapidement. Julie Bernays entendant vivre sa relation conjugale comme une relation entre un frère et une sœur. En 1876, le couple envisage une première fois le divorce. Julie Bernays reprochant à son mari une idylle avec la gouvernante, Amélie Pfister,.

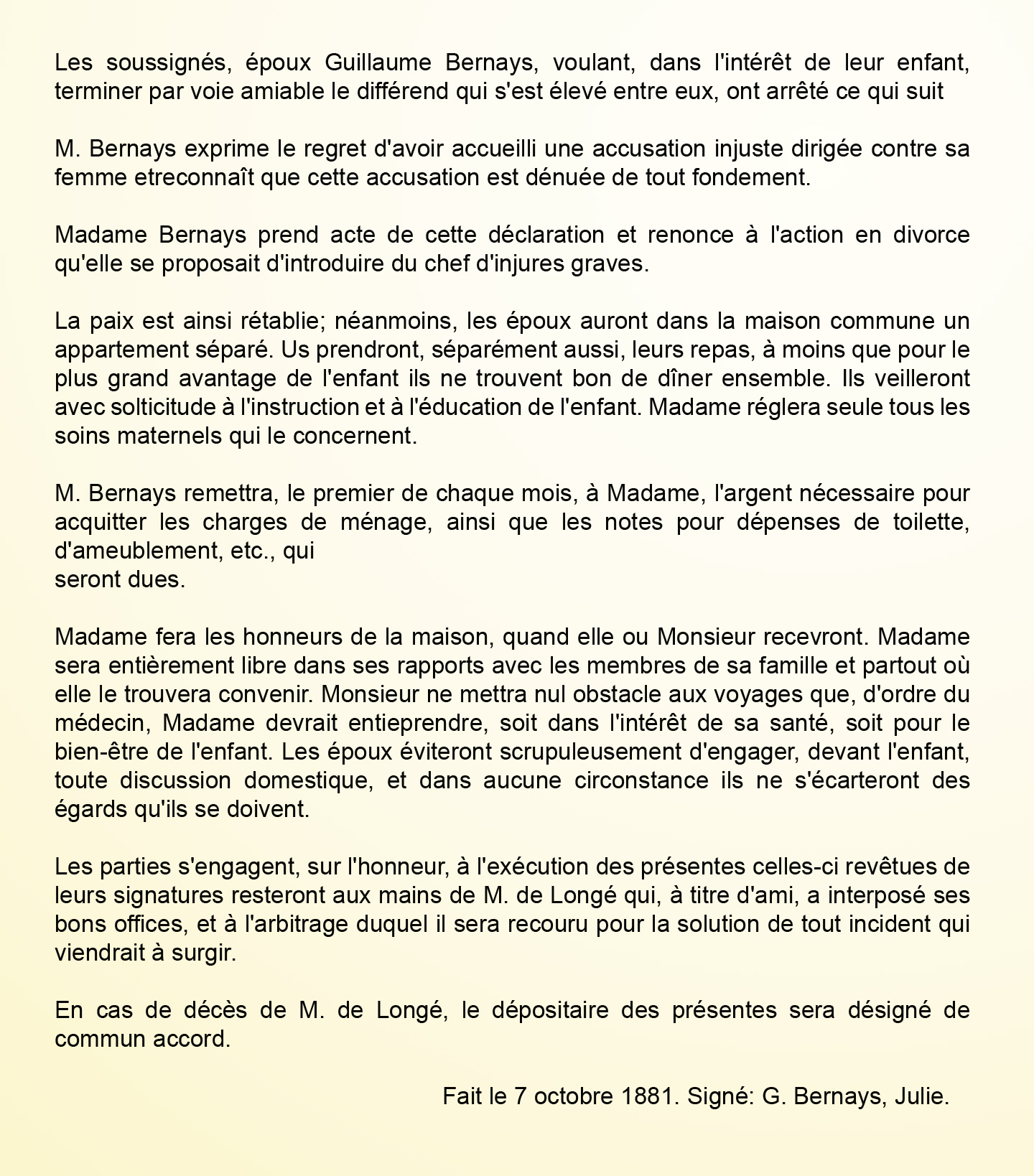
Convention passée entre les époux Bernays le 7 octobre 1881.

En 1873, Guillaume Bernays est contacté par Armand Peltzer dans le cadre d'une menace de faillite frauduleuse qui plane sur ses deux frères Léon et James Peltzer. L'aîné de la famille, ayant revendu tous ses actifs en Argentine pour éponger la déconvenue de ses frères apparaît alors comme un sauveur providentiel. Ce comportement chevaleresque venant sauver l'honneur familial fera forte impression sur Guillaume Bernays qui, séduit, noue une relation d'amitié avec Armand et lui ouvre son foyer. Et Armand ne se privera pas de fréquenter assidûment ce foyer. Il deviendra le confident tant de Madame Bernays que de Guillaume. Ce dernier, fréquemment absent et, lorsqu'il était là, aimant se coucher de bonne heure ne vit tout d'abord pas la relation amoureuse se nouer entre sa femme et son ami. C'est la rumeur publique à Anvers qui se chargea de lui ouvrir les yeux. Nous sommes en 1881 et le couple envisage une fois encore de mettre un terme à leur union. Un ami, en la personne du juge de Longé, intervient et propose de régler ce différend conjugal par une convention que le couple signe le 7 octobre 1881. Guillaume Bernays avait alors signifié sans ambages à Armand Peltzer qu'il ne serait désormais plus le bienvenu chez lui. Ce dernier s'en était offusqué et était même parvenu à démontrer à son ami que ses craintes étaient non fondées. Invité à nouveau, Guillaume reviendra sur sa première décision et lui ferma définitivement sa porte. Armand Peltzer lui adresse alors un courrier que Guillaume Bernays ne prit pas la peine de lire puisqu'il le renvoya à son expéditeur. Armand, vexé lui envoie deux de ses frères, Robert et James, pour organiser un duel entre les deux amis. Bernays esquive. Julie Pecher tente alors de revenir via le juge de Longé sur l'éviction d'Armand du rang d'intime de la famille. Guillaume Bernays n'en démord pas,,.

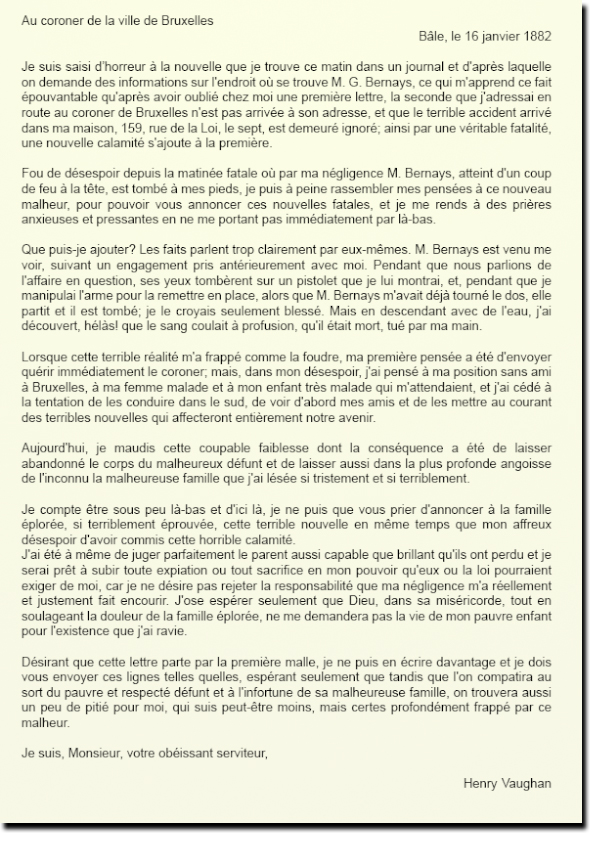
Lettre manuscrite signée Henry Vaughan du 16 janvier 1882 (traduite de l'anglais).

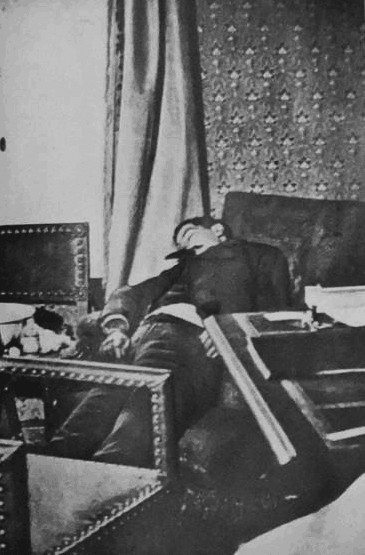
Le corps de Guillaume Bernays assassiné le

Début 1882, Guillaume Bernays reçoit un courrier signé par un certain Henry Vaughan, agent général de Murray & Co., une compagnie maritime australienne qui cherche à développer un service de steamers en Europe. Un chèque de 500 francs belges, une avance, était joint à la missive. L'affaire paraissait sérieuse. Guillaume Bernays fixe un premier rendez-vous en ses bureaux à Anvers à Henry Vaughan, celui-ci décline arguant d'un souci de santé de son fils et d'un emploi du temps surchargé et lui propose de venir le voir à Bruxelles, au 159, rue de la Loi. Guillaume Bernays, déroge à sa règle, et accepte ce funeste rendez-vous. À peine arrivé à son rendez-vous, le 7 janvier 1882, Guillaume Bernays est abattu d'une balle dans la nuque,.
Près de dix jours plus tard, le corps de Guillaume Bernays n'a toujours pas été retrouvé. Henry Vaughan adresse alors un courrier au coroner. Le courrier est écrit depuis Bâle et est daté le 16 janvier 1882. Henry Vaughan y fait des aveux complets, expliquant qu'il s'agit d'un affreux accident, que le coup est parti tout seul tandis qu'il montrait à Bernays l'un des révolvers de sa collection. Il explique que le corps se trouve au 159 de la rue de la Loi et effectivement, la police y découvre son cadavre, le 19 janvier 1882. Le juge d'instruction Ketels décide alors de publier dans la presse certaines pièces figurant au dossier dont cette fameuse lettre,.

Un pharmacien verviétois reconnait immédiatement l'écriture d'un homme d'affaires anversois d'origine verviétoise avec lequel il avait été en contact, Léon Peltzer, le frère d'Armand Peltzer sauvé in extremis d'une banqueroute inconvenante. L'instruction dura dix mois durant lesquels plus de 300 commissions rogatoires furent décernées et 107 témoins auditionnés. Le procès se tint du 27 novembre au 22 décembre 1882, il déboucha sur la condamnation à mort de Léon Peltzer et de son commanditaire, Armand Peltzer. Leur peine furent commuées en détention à perpétuité. Julie Pecher fut lavée de tout soupçon,.

## Publication
Guillaume Bernays était également historien à ses heures. Il travaillait avec un ami sur le Premier Empire. On lui connait une publication posthume.
- Guillaume Bernays, La destinée du Grand-duché de Francfort et de ses troupes. Étude historique et militaire du temps de la Confédération rhénane.